# Agapetus caucasicus
Agapetus caucasicus är en nattsländeart som beskrevs av Martynov 1913. Agapetus caucasicus ingår i släktet Agapetus och familjen stenhusnattsländor. Inga underarter finns listade i Catalogue of Life.